# Ніссевард
Ніссевард (нід. Nissewaard) — муніципалітет у Нідерландах, у провінції Південна Голландія. Утворений 1 січня 2015 року шляхом об'єднання колишніх муніципалітетів Спейкеніссе та Берніссе.

## Населення
Станом на 31 січня 2022 року населення муніципалітету становило 86292 осіб. Виходячи з площі муніципалітету 73,58 кв. км., станом на 31 січня 2022 року густота населення становила 1.173  осіб/кв. км.
За даними на 1 січня 2020 року 25,3%  мешканців муніципалітету мають емігрантське походження, у тому числі 9,5%  походили із західних країн, та 15,8%  — інших країн.